# Teresa Cristina di Sassonia-Coburgo-Koháry
Teresa Cristina di Sassonia-Coburgo-Koháry (23 agosto 1902 – Villach, 24 gennaio 1990) è stata una principessa tedesca della casa di Sassonia-Coburgo-Gotha.
Lei ed i suoi discendenti sono gli unici discendenti della principessa Leopoldina del Brasile e quindi conservano il loro diritto di successione al trono del Brasile.

## Biografia
Nacque in Turingia, in Austria-Ungheria. Era la sestogenita e seconda figlia del Principe Augusto Leopoldo di Sassonia-Coburgo-Koháry e dell'Arciduchessa d'Austria Maria Carolina. Suo padre era il figlio della principessa Leopoldina del Brasile, figlia dell'imperatore Pietro II del Brasile e di Teresa Cristina delle Due Sicilie. Attraverso la madre era una pronipote di Leopoldo II, l'ultimo Granduca di Toscana. Dal 1939 al 1954 circa fu proprietaria, con il marito, di Villa O' Santissima a Trento.

## Matrimonio
Teresa Cristina il 6 ottobre 1930 sposò Lamoral, barone Taxis di Bordogna e Valnigra, dalla antica casa principesca di Tasso-Bordogna-Valnigra. I loro discendenti assunsero il cognome Tasso de Sassonia-Coburgo e Braganza.
Ebbero quattro figli:
- Carlo Tasso di Sassonia-Coburgo e Bragança (16 luglio 1931), sposò in prime nozze Denise Pais de Almeida e in seconde nozze l'arciduchessa Walburga d'Austria (23 luglio 1942).
- Alice Tasso di Sassonia-Coburgo e Bragança (7 giugno 1936 - 27 agosto 2013), sposò Michele Formentini, conte di Tolmino e Biglia.
- Filippo Tasso di Sassonia-Coburgo e Bragança (3 gennaio 1939), sposò Anna Maria Duarte Nunes.
- Maria Cristina Tasso di Sassonia-Coburgo e Bragança (31 gennaio 1945), sposò Raimondo Dettori.

## Morte
Morì il 24 gennaio 1990 a Villach, Austria, all'età di 87 anni.

## Ascendenza
|                                                |                            |                                               | Genitori                                        |  |  | Nonni |  |  | Bisnonni                              |  |  | Trisnonni                                 |  |
|                                                |                            |                                               |                                                 |  |  |       |  |  | 8. Augusto di Sassonia-Coburgo-Koháry |  |  | 16. Ferdinando di Sassonia-Coburgo-Koháry |  |
|                                                |                            |                                               |                                                 |  |  |       |  |  | 8. Augusto di Sassonia-Coburgo-Koháry |  |  | 16. Ferdinando di Sassonia-Coburgo-Koháry |  |
|                                                |                            | 17. Maria Antonia di Koháry                   |                                                 |  |  |       |  |  | 8. Augusto di Sassonia-Coburgo-Koháry |  |  |                                           |  |
| 4. Luigi Augusto di Sassonia-Coburgo-Koháry    |                            |                                               |                                                 |  |  |       |  |  | 8. Augusto di Sassonia-Coburgo-Koháry |  |  |                                           |  |
|                                                |                            | 9. Clementina d'Orléans                       | 18. Luigi Filippo di Francia                    |  |  |       |  |  |                                       |  |  |                                           |  |
|                                                |                            | 9. Clementina d'Orléans                       | 18. Luigi Filippo di Francia                    |  |  |       |  |  |                                       |  |  |                                           |  |
|                                                |                            | 9. Clementina d'Orléans                       | 19. Maria Amalia di Borbone-Due Sicilie         |  |  |       |  |  |                                       |  |  |                                           |  |
| 2. Augusto Leopoldo di Sassonia-Coburgo-Koháry |                            | 9. Clementina d'Orléans                       |                                                 |  |  |       |  |  |                                       |  |  |                                           |  |
|                                                |                            | 10. Pietro II del Brasile                     | 20. Pietro I del Brasile                        |  |  |       |  |  |                                       |  |  |                                           |  |
|                                                |                            | 10. Pietro II del Brasile                     | 20. Pietro I del Brasile                        |  |  |       |  |  |                                       |  |  |                                           |  |
|                                                |                            | 10. Pietro II del Brasile                     | 21. Maria Leopoldina d'Asburgo-Lorena           |  |  |       |  |  |                                       |  |  |                                           |  |
| 5. Leopoldina del Brasile                      |                            | 10. Pietro II del Brasile                     |                                                 |  |  |       |  |  |                                       |  |  |                                           |  |
|                                                |                            | 11. Teresa Cristina di Borbone-Due Sicilie    | 22. Francesco I delle Due Sicilie               |  |  |       |  |  |                                       |  |  |                                           |  |
|                                                |                            | 11. Teresa Cristina di Borbone-Due Sicilie    | 22. Francesco I delle Due Sicilie               |  |  |       |  |  |                                       |  |  |                                           |  |
|                                                |                            | 11. Teresa Cristina di Borbone-Due Sicilie    | 23. Maria Isabella di Borbone-Spagna            |  |  |       |  |  |                                       |  |  |                                           |  |
| 1. Teresa Cristina di Sassonia-Coburgo-Koháry  |                            | 11. Teresa Cristina di Borbone-Due Sicilie    |                                                 |  |  |       |  |  |                                       |  |  |                                           |  |
|                                                | 12. Leopoldo II di Toscana | 24. Ferdinando III di Toscana                 |                                                 |  |  |       |  |  |                                       |  |  |                                           |  |
|                                                | 12. Leopoldo II di Toscana | 24. Ferdinando III di Toscana                 |                                                 |  |  |       |  |  |                                       |  |  |                                           |  |
|                                                | 12. Leopoldo II di Toscana | 25. Luisa Maria Amalia di Borbone-Due Sicilie |                                                 |  |  |       |  |  |                                       |  |  |                                           |  |
| 6. Carlo Salvatore d'Asburgo-Lorena            | 12. Leopoldo II di Toscana |                                               |                                                 |  |  |       |  |  |                                       |  |  |                                           |  |
|                                                |                            | 13. Maria Antonia di Borbone-Due Sicilie      | 26. Francesco I delle Due Sicilie (= 22)        |  |  |       |  |  |                                       |  |  |                                           |  |
|                                                |                            | 13. Maria Antonia di Borbone-Due Sicilie      | 26. Francesco I delle Due Sicilie (= 22)        |  |  |       |  |  |                                       |  |  |                                           |  |
|                                                |                            | 13. Maria Antonia di Borbone-Due Sicilie      | 27. Maria Isabella di Borbone-Spagna (= 23)     |  |  |       |  |  |                                       |  |  |                                           |  |
| 3. Carolina Maria d'Asburgo-Lorena             |                            | 13. Maria Antonia di Borbone-Due Sicilie      |                                                 |  |  |       |  |  |                                       |  |  |                                           |  |
|                                                |                            | 14. Ferdinando II delle Due Sicilie           | 28. Francesco I delle Due Sicilie (= 22, 26)    |  |  |       |  |  |                                       |  |  |                                           |  |
|                                                |                            | 14. Ferdinando II delle Due Sicilie           | 28. Francesco I delle Due Sicilie (= 22, 26)    |  |  |       |  |  |                                       |  |  |                                           |  |
|                                                |                            | 14. Ferdinando II delle Due Sicilie           | 29. Maria Isabella di Borbone-Spagna (= 23, 27) |  |  |       |  |  |                                       |  |  |                                           |  |
| 7. Maria Immacolata di Borbone-Due Sicilie     |                            | 14. Ferdinando II delle Due Sicilie           |                                                 |  |  |       |  |  |                                       |  |  |                                           |  |
|                                                |                            | 15. Maria Teresa d'Asburgo-Teschen            | 30. Carlo d'Asburgo-Teschen                     |  |  |       |  |  |                                       |  |  |                                           |  |
|                                                |                            | 15. Maria Teresa d'Asburgo-Teschen            | 30. Carlo d'Asburgo-Teschen                     |  |  |       |  |  |                                       |  |  |                                           |  |
|                                                |                            | 15. Maria Teresa d'Asburgo-Teschen            | 31. Enrichetta di Nassau-Weilburg               |  |  |       |  |  |                                       |  |  |                                           |  |
|                                                |                            | 15. Maria Teresa d'Asburgo-Teschen            |                                                 |  |  |       |  |  |                                       |  |  |                                           |  |